# بوليط رائع
بوليط رائع (الاسم العلمي: Boletus regius ) هو نوع الفطريات يتبع جنس البوليط من الفصيلة البوليطية.